# Zala Predators 2011
Questa voce raccoglie le informazioni riguardanti gli Zala Predators nelle competizioni ufficiali della stagione 2011.

## Divízió I 2011

### Stagione regolare
| Zalaegerszeg 13 marzo 2011 1ª giornata | Zala Predators | 13 – 19 | Szolnok Soldiers | Zalaegerszegi Stadion |

| Zalaegerszeg 20 marzo 2011 2ª giornata | Zala Predators | 25 – 2 | Jászberény Wolverines | Zalaegerszegi Stadion |

| 2 aprile 2011 4ª giornata | Zala Predators | 12 – 41 | Dunaújváros Gorillaz |  |

| 15 maggio 2011 10ª giornata | Budapest Titans | 21 – 7 | Zala Predators |  |

| 28 maggio 2011 12ª giornata | Újbuda Rebels | 35 – 0 | Zala Predators |  |

| 12 giugno 2011 14ª giornata | Veszprém Wildfires | 0 – 24 | Zala Predators |  |

## Statistiche di squadra
| Competizione      | %Vittorie | In casa | In casa | In casa | In casa | In casa | In casa | In trasferta | In trasferta | In trasferta | In trasferta | In trasferta | In trasferta | Totale | Totale | Totale | Totale | Totale | Totale |
| Competizione      | %Vittorie | G       | V       | N       | P       | Pf      | Ps      | G            | V            | N            | P            | Pf           | Ps           | G      | V      | N      | P      | Pf     | Ps     |
| ----------------- | --------- | ------- | ------- | ------- | ------- | ------- | ------- | ------------ | ------------ | ------------ | ------------ | ------------ | ------------ | ------ | ------ | ------ | ------ | ------ | ------ |
| Stagione regolare | .333      | 3       | 1       | 0       | 2       | 50      | 62      | 3            | 1            | 0            | 2            | 31           | 56           | 6      | 2      | 0      | 4      | 81     | 118    |
| Totale            | .333      | 3       | 1       | 0       | 2       | 50      | 62      | 3            | 1            | 0            | 2            | 31           | 56           | 6      | 2      | 0      | 4      | 81     | 118    |